# Ceratophallus socotrensis
Ceratophallus socotrensis е вид коремоного от семейство Planorbidae.

## Разпространение
Видът е ендемичен за Сокотра, Йемен.